# Ryan Bailey (pallanuotista)
Ryan Bailey (Long Beach, 28 agosto 1975) è un pallanuotista statunitense, vincitore di una medaglia d'argento ai Giochi olimpici di Pechino 2008, di un argento in World League e di quattro ori ai Giochi Panamericani. Ha disputato quattro edizioni dei Giochi Olimpici. Con la calottina dello Jug Dubrovnik ha vinto la Coppa di Croazia ed il campionato croato, mentre al Partizan ha conquistato due campionati serbi e tre Coppe di Serbia.